# Побласьйон-де-Кампос
Побласьйон-де-Кампос (ісп. Población de Campos) — муніципалітет в Іспанії, у складі автономної спільноти Кастилія-і-Леон, у провінції Паленсія. Населення — 144 особи (2010).
Муніципалітет розташований на відстані близько 220 км на північ від Мадрида, 28 км на північ від Паленсії.

## Демографія
Динаміка населення (INE ):